# Arkane Studios

Arkane Studios — компанія-розробник комп'ютерних ігор, була заснована в 1999 році. Головний офіс розташовується в Ліоні (Франція), а влітку 2006 року компанія відкрила філію в Остіні (США).

## Історія

### Заснування
Рафаель Колантоніо (Raphaël Colantonio) був частиною французьких офісів Electronic Arts протягом 1990-х років, як частина команди з забезпечення якості та локалізації для деяких відеоігор компанії Origin Systems, включаючи System Shock. Наприкінці 1990-х, Колантоніо зазначив, що з виходом PlayStation в EA відбулися зміни, компанія проявляла більший інтерес до спортивних відеоігор і відмовлялась від не-спортивних відеоігор таких компаній, як Origin. Колантоніо залишив компанію, і після короткого часу в Infogrames, зміг співзаснувати Arkane в 1999 році з фінансовою допомогою свого дядька, першою метою було зробити другий сиквел Ultima Underworld: The Stygian Abyss.

### 2000-ні
Хоча Колантоніо мав підтримку від Пола Нейрата (Paul Neurath), один з оригінальних розробників Ultima Underworld, EA, який володів правами, не дозволив Arkane зробити продовження своєї інтелектуальної власності, якщо вони не приймуть деякі з їхніх положень. Колантоніо відмовився прийняти це і замість цього Arkane взялася за розробку гри в дусі Ultima Underworld, Arx Fatalis. Колантоніо мав труднощі з пошуком видавця; з майже вичерпаними фінансами їх підписав один малий видавець, який збанкрутував протягом місяця. Пізніше інший видавець JoWooD Productions, зрештою випустив гру в 2002 році. Хоч гра і була добре прийнята, вона комерційно провалилася.
Але куди відоміший їхній другий проект: екшн з елементами РПГ Dark Messiah of Might and Magic, створений на замовлення Ubisoft на ігровому рушії Source.
У грудні 2006 року компанія анонсувала 3D-шутер The Crossing, але у 2009 році, через фінансові проблеми, його розробка була заморожена.
У серпні 2010 року компанія була куплена ZeniMax Media, власниками Bethesda Softworks та id Software.
У липні 2011 року студія анонсувала свій новий проєкт. Ним став стелс-екшн з RPG елементами Dishonored, який вийшов у 2012 році.

## Відеоігри
| Рік  | Назва                             | Жанр                      | Платформи                                                           | Видавник                                     |
| ---- | --------------------------------- | ------------------------- | ------------------------------------------------------------------- | -------------------------------------------- |
| 2002 | Arx Fatalis                       | Рольовий екшен            | Microsoft Windows, Xbox                                             | JoWooD Productions, DreamCatcher Interactive |
| 2006 | Dark Messiah of Might and Magic   | Рольовий екшен            | Microsoft Windows, Xbox 360                                         | Ubisoft                                      |
| 2009 | KarmaStar                         | Стратегія                 | iOS                                                                 | Majesco Entertainment                        |
| 2012 | Dishonored                        | Стелс-екшен, рольова гра  | Microsoft Windows, PlayStation 3, PlayStation 4, Xbox 360, Xbox One | Bethesda Softworks                           |
| 2016 | Dishonored 2                      | Стелс-екшен, рольова гра  | Microsoft Windows, PlayStation 4, Xbox One                          | Bethesda Softworks                           |
| 2017 | Prey                              | Стелс-екшен, рольова гра  | Microsoft Windows, PlayStation 4, Xbox One                          | Bethesda Softworks                           |
| 2017 | Dishonored: Death of the Outsider | Стелс-екшен, рольова гра  | Microsoft Windows, PlayStation 4, Xbox One                          | Bethesda Softworks                           |
| 2019 | Wolfenstein: Youngblood           | Шутер від першої особи    | Microsoft Windows, PlayStation 4, Xbox One, Nintendo Switch         | Bethesda Softworks                           |
| 2019 | Wolfenstein: Cyberpilot           | Шутер від першої особи    | Microsoft Windows, PlayStation 4                                    | Bethesda Softworks                           |
| 2021 | Deathloop                         | Пригодницький бойовик     | Microsoft Windows, PlayStation 5, Xbox Series                       | Bethesda Softworks                           |
| 2023 | Redfall                           | Шутер від першої особи    | Microsoft Windows, Xbox Series                                      | Bethesda Softworks                           |
| 2026 | Marvel's Blade                    | Бойовик від третьої особи | Microsoft Windows, Xbox Series                                      | Bethesda Softworks                           |

### Допомога в розробці
| Рік  | Назва                      | Жанр                   | Платформи                                                           | Розробник             | Видавник           |
| ---- | -------------------------- | ---------------------- | ------------------------------------------------------------------- | --------------------- | ------------------ |
| 2008 | Call of Duty: World at War | Шутер від першої особи | Microsoft Windows, PlayStation 3, Wii, Xbox 360                     | Treyarch              | Activision         |
| 2010 | BioShock 2                 | Шутер від першої особи | Microsoft Windows, PlayStation 3, PlayStation 4, Xbox 360, Xbox One | 2K Marin              | 2K Games           |
| 2018 | Fallout 76                 | Рольовий екшен         | Microsoft Windows, PlayStation 4, Xbox One                          | Bethesda Game Studios | Bethesda Softworks |

### Скасовані ігри
| Рік скасування | Назва               | Жанр                                   | Платформи                   | Видавник          |
| -------------- | ------------------- | -------------------------------------- | --------------------------- | ----------------- |
| 2007           | Return to Ravenholm | Шутер від першої особи                 | —                           | Valve Corporation |
| 2009           | The Crossing        | Шутер від першої особи                 | Microsoft Windows, Xbox 360 | —                 |
| 2010           | LMNO                | Шутер від першої особи, Рольовий екшен | Microsoft Windows           | Electronic Arts   |